# Cervera
Cervera (wym. katalońska  [səɾˈβɛɾə]) – miasto w Hiszpanii w środkowej Katalonii, siedziba comarki Segarra, położone w dolinie rzeki Ondara. Leży przy autostradzie  łączącej Madryt z Francją. W mieście znajduje się również stacja kolejowa przy linii Barcelona - Lleida - Madryt.